# Теркс и Кејкос на Светском првенству у атлетици на отвореном 2013.
Теркс и Кејкос су учествовале на Светском првенству у атлетици на отвореном 2013. одржаном у Москви од 10. до 18. августа шести пут. Репрезентацију Теркса и Кејкоса представљао је један такмичар који се такмичио у трци на 400 метара.,
На овом првенству Теркс и Кејкос нису освојили ниједну медаљу. Није било нових националних, личних и рекорда сезоне.

## Резултати

### Мушкарци
| Атлетичар      | Дисциплина | Лични рекорд | Група    | Група      | Полуфинале           | Полуфинале           | Финале               | Финале     | Детаљи |
| Атлетичар      | Дисциплина | Лични рекорд | Резултат | Место      | Резултат             | Место                | Резултат             | Место      | Детаљи |
| -------------- | ---------- | ------------ | -------- | ---------- | -------------------- | -------------------- | -------------------- | ---------- | ------ |
| Анђело Гарланд | 400 м      | 48,14        | 48,65    | 7. у гр. 4 | није се квалификовао | није се квалификовао | није се квалификовао | 30/32 (35) |        |